# Білл Таттл (плавець)
Білл Таттл (англ. Bill Tuttle, 21 лютого 1882 — 22 лютого 1930) — американський плавець і ватерполіст.
Срібний медаліст Олімпійських Ігор 1904 року.